# Balaenopteridae
Famille
Les Balénoptéridés (Balaenopteridae), également appelées rorquals, forment une famille de cétacés à fanons, qui se distinguent par leurs sillons ventraux au niveau de la gorge.
Cette famille regroupe une dizaine d'espèces encore vivantes, parmi lesquelles les plus grandes baleines, dans deux genres. Le nombre d'espèces varie selon les classifications, en effet plusieurs espèces n'ont été identifiées que depuis la mise en place des analyses phylogénétiques.
Les plus petites espèces sont les baleines de Minke, avec leurs 7 à 10 mètres, et la plus grande est la baleine bleue.

## Nom vernaculaire

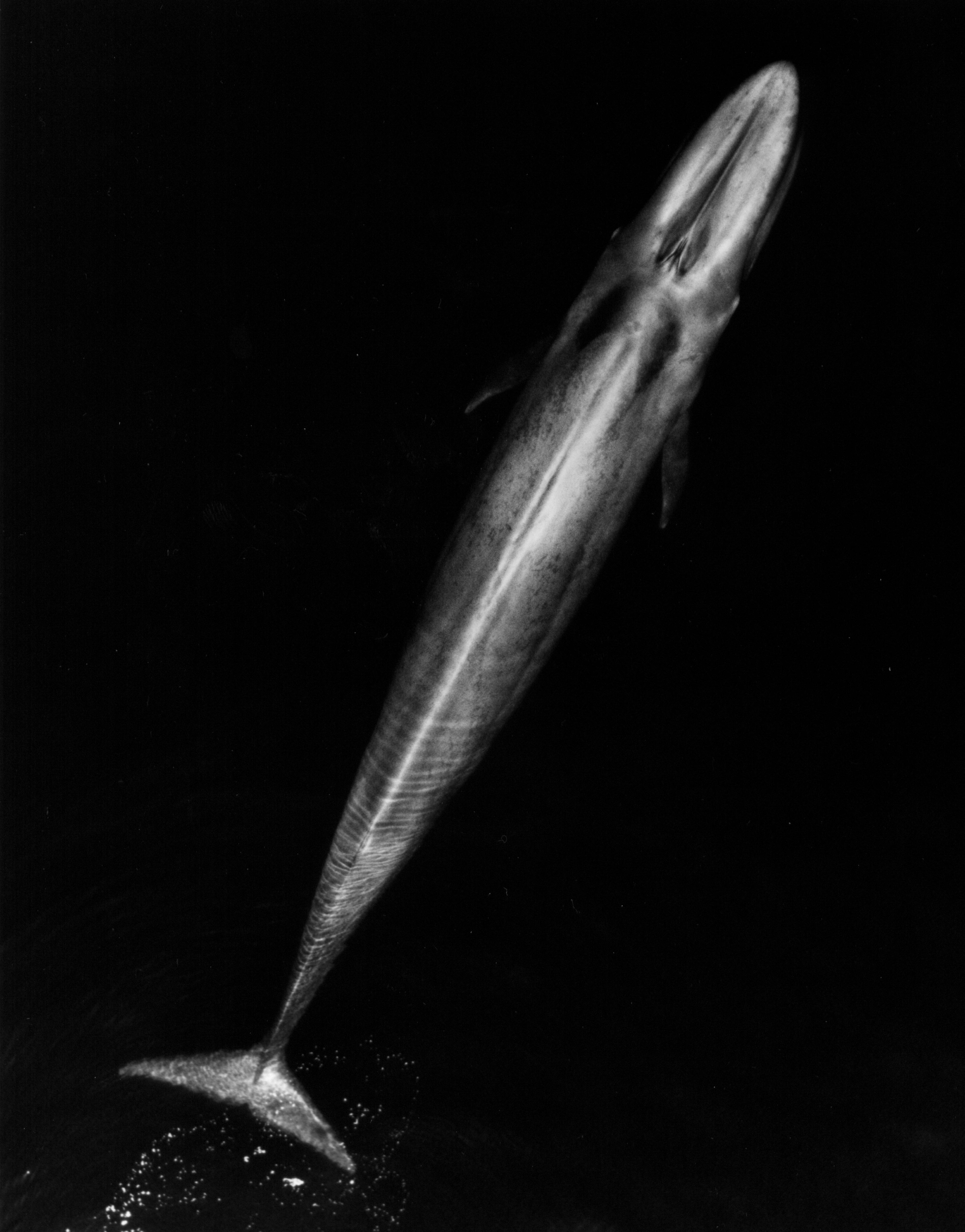
La baleine bleue est le plus gros animal actuel, et le plus lourd ayant jamais existé.

Le terme rorqual est issu du norvégien røyrkval, reyðr signifiant « sillon » et hvalr « baleine ».

## Liste des genres
Selon World Register of Marine Species (13 avril 2016) :
- sous-famille Balaenopterinae Gray, 1864
  - genre Balaenoptera Lacépède, 1804
    - espèce Balaenoptera acutorostrata Lacépède, 1804 -- petit rorqual
    - espèce Balaenoptera bonaerensis Burmeister, 1867 -- Petit rorqual de l'Antarctique
    - espèce Balaenoptera borealis Lesson, 1828 -- Rorqual boréal
    - espèce Balaenoptera edeni Anderson, 1878 -- Rorqual de Bryde
    - espèce Balaenoptera musculus (Linnaeus, 1758) -- Baleine bleue
    - espèce Balaenoptera omurai Wada, Oishi & Yamada, 2003 -- Rorqual d'Omura
    - espèce Balaenoptera physalus (Linnaeus, 1758) -- Rorqual commun
- sous-famille Megapterinae Gray, 1864
  - genre Megaptera Gray, 1846
    - espèce Megaptera novaeangliae (Borowski, 1781) -- rorqual à bosse par l'administration canadienne, en France mégaptère ou baleine à bosse

### Classification phylogénétique

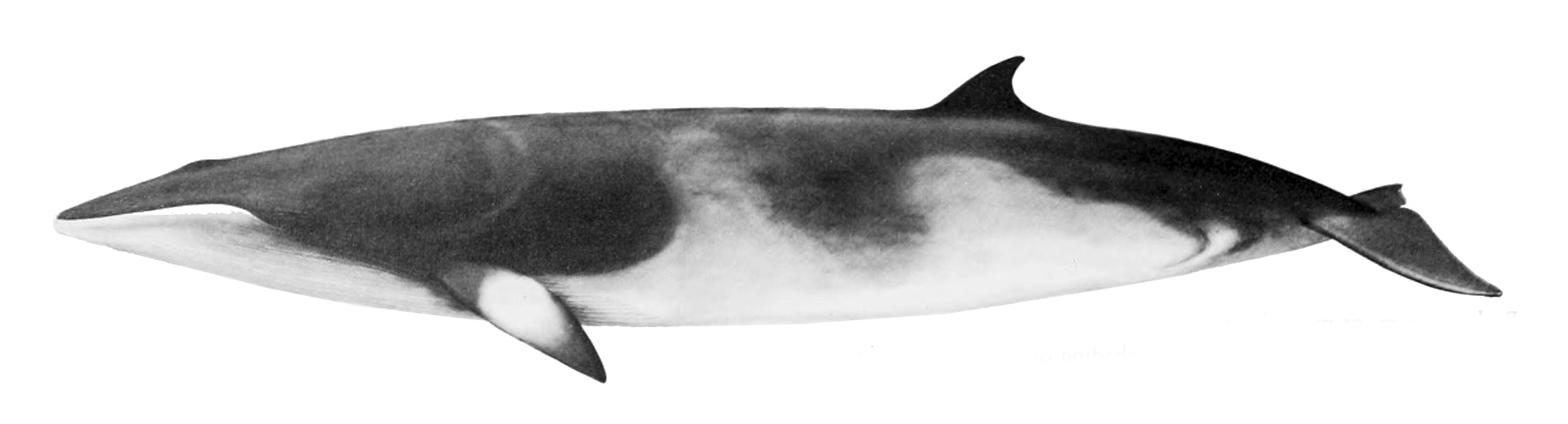
Balaenoptera acutorostrata
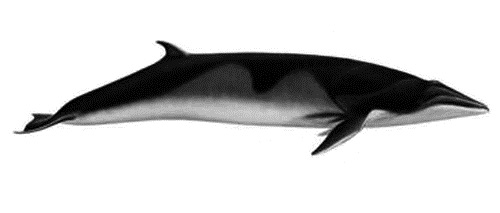
Balaenoptera bonaerensis
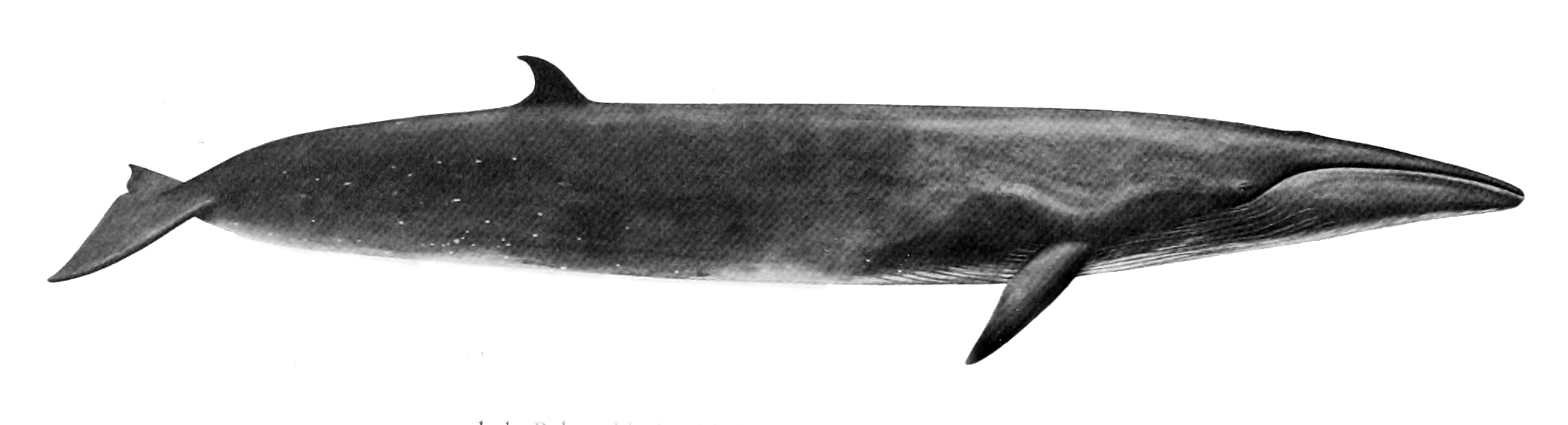
Balaenoptera borealis
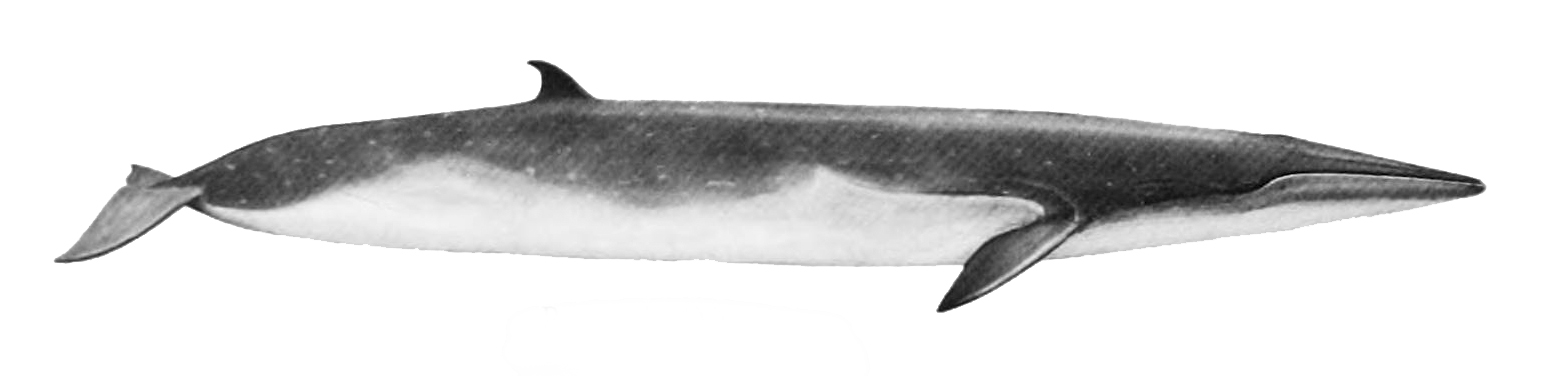
Balaenoptera edeni
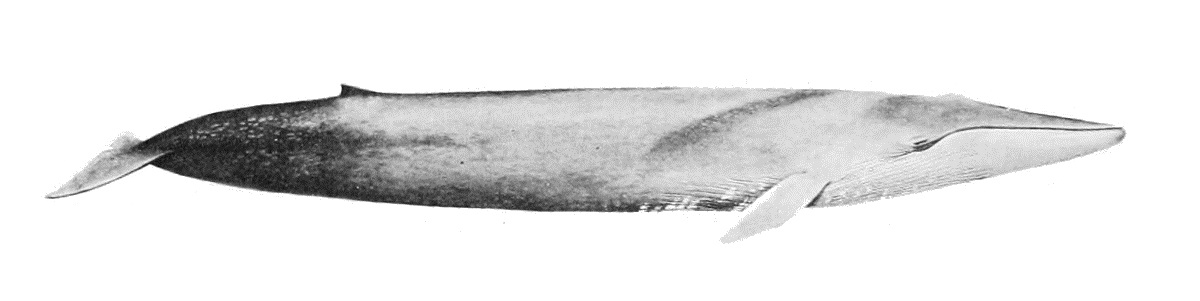
Balaenoptera musculus
Balaenoptera omurai
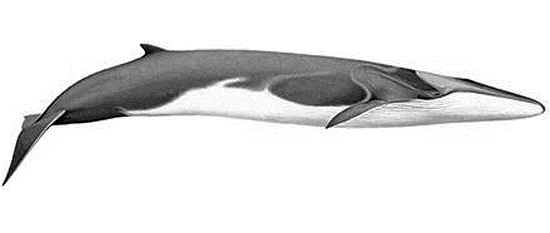
Balaenoptera physalus
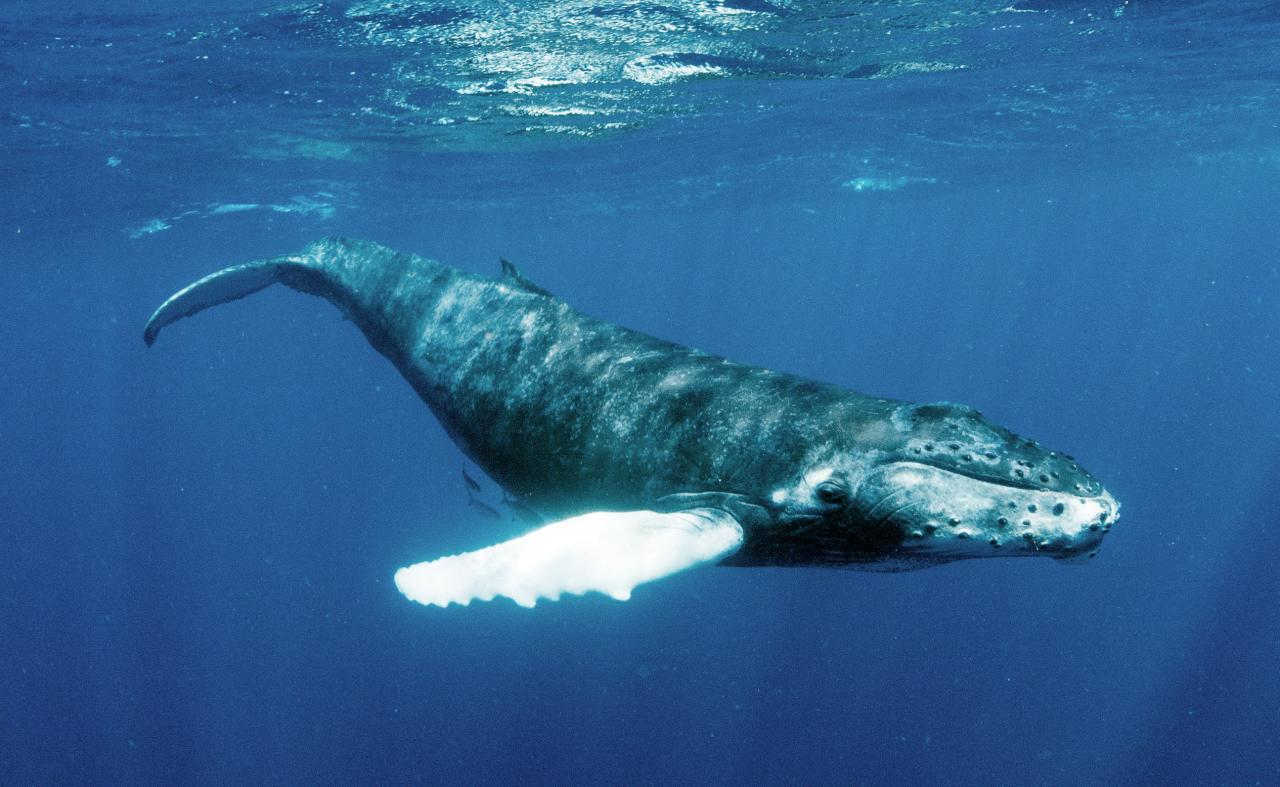
Megaptera novaeangliae
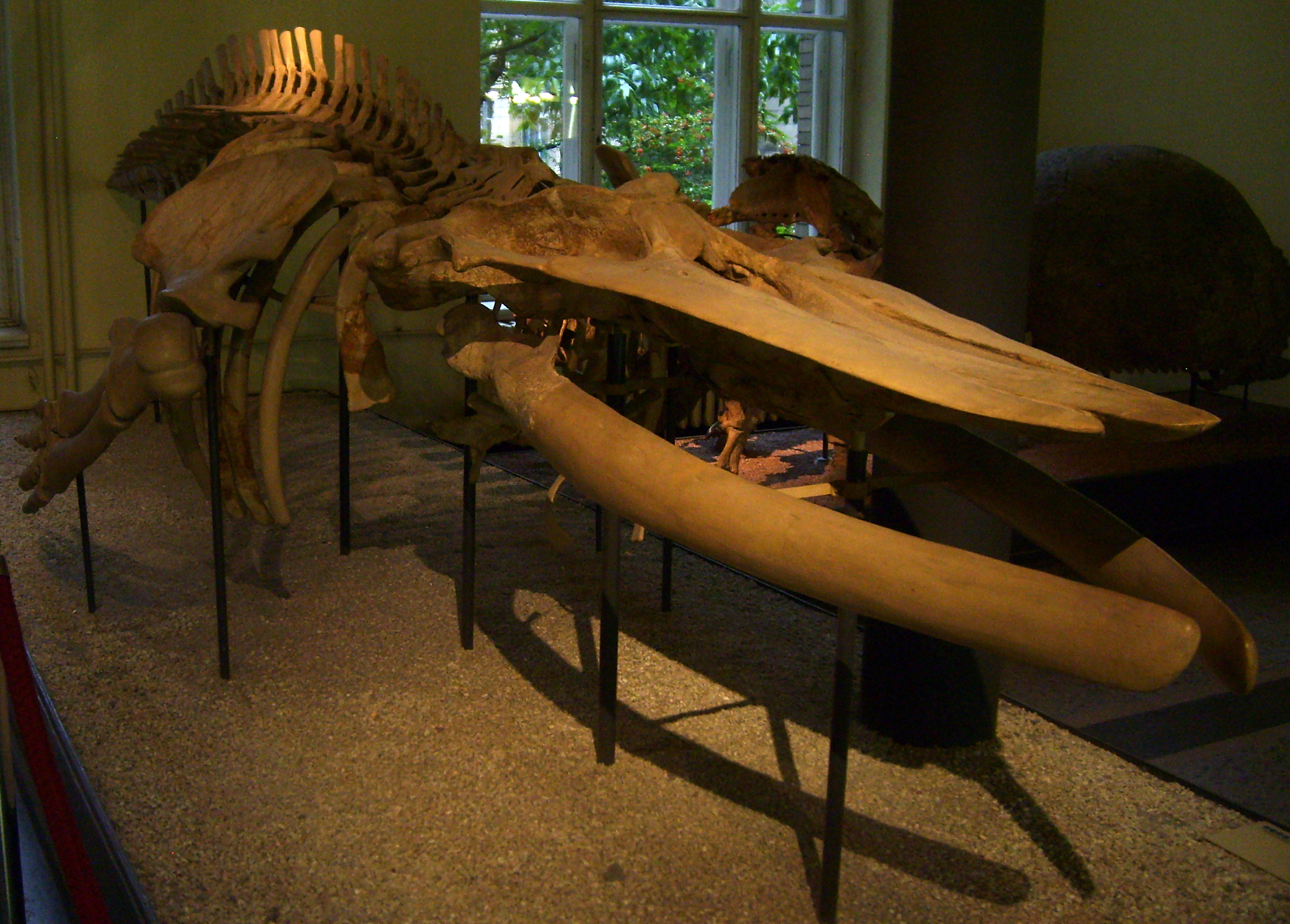
Fossile de Balaenoptera hubachi